# 稲葉則通
稲葉 則通（いなば のりみち、寛文10年（1670年） - 宝暦10年（1760年））は、江戸時代前期の国学者、兵学者。山崎闇斎派の漢学者稲葉迂斎の兄。通称は源太夫。号は円斎。
水島卜也から武家典礼を、山鹿高基から陣法を学び、水戸徳川家に仕え学問に打ち込んだ。著作に「稲葉百城編」「小笠原流古記録」「百城図」「本文両説並解武五事七計」「山鹿古先生由来記参」などがある。